# Pieśń lasu

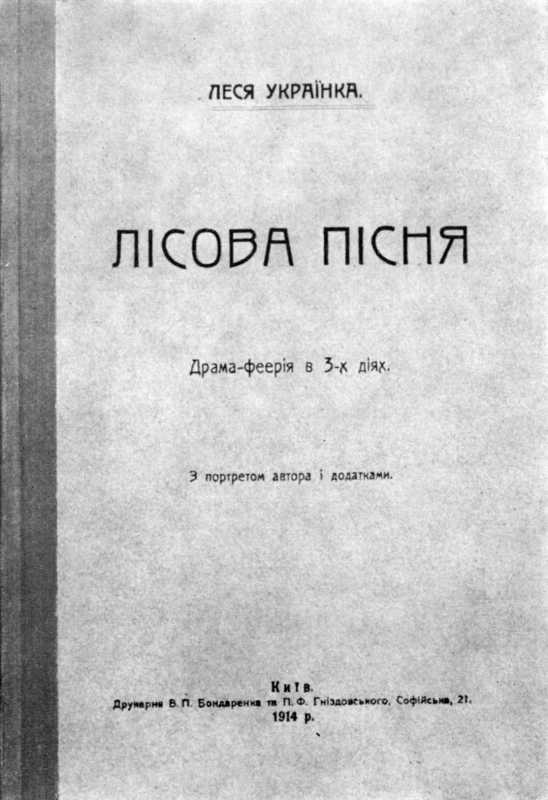
Okładka wydania z 1914 roku

Pieśń lasu (oryg. ukr.  Лісова пісня) – dramat Łesi Ukrainki opublikowany po raz pierwszy w 1912.

## Okoliczności powstania utworu
Łesia Ukrainka, wychowywana w rodzinie o szerokich tradycjach literackich (była córką pisarki Ołeny Pcziłki), pisała wiersze od dziewiętnastego roku życia. Głównym tematem swoich utworów uczyniła Ukrainę, postrzeganą w specyficzny sposób - według Floriana Nieuważnego ojczyzna w ujęciu poetki była

kreowana najpierw z wątków rodzinnych, fragmentów pejzażu Wołynia, Podola, podań, legend, pieśni i baśni

Ludowe podania o fantastycznych stworzeniach zamieszkujących ukraińskie lasy – rusałkach, mawkach, wodnikach, dziadach leśnych itp. – Łesia Ukrainka najprawdopodobniej poznała ok. 1884, gdy razem z matką i rodzeństwem po raz pierwszy odwiedziła uroczysko Neczymne, w pobliżu wsi Kołodiżne, gdzie mieszkała na stałe część rodziny poetki. Opisując następnie okoliczności pracy nad dramatem, poetka podkreślała, że inspiracją dla jego napisania była tęsknota za rodzinnym Wołyniem i wspomnienia z pobytu w Neczymnem.
Ostateczna wersja Pieśni lasu powstała latem 1911 w czasie pobytu Łesi Ukrainki w Kutaisi, w ciągu 10-12 dni. Proces pracy nad dramatem autorka opisała w liście do siostry, podając czas pracy nad tekstem. Łesia Ukrainka kilkakrotnie jednak modyfikowała gotowy tekst, tworząc jego II i III redakcję, z wyraźnymi różnicami w przebiegu akcji utworu.

## Treść
Młody Łukasz, razem ze swoim wujem Lwem, buduje szałas w wiekowym lesie na Wołyniu. Lew żyje w dobrych relacjach z fantastycznymi mieszkańcami lasu - rusałkami, Dziadem Leśnym, wodnikiem i mawkami, dlatego nie przeszkadzają mu oni w czasowym zamieszkaniu poza wsią. W czasie pracy Łukasz spotyka Mawkę. Jest olśniony jej urodą i sposobem mówienia o miłości. Oboje zakochują się w sobie. Dla Łukasza Mawka odrzuca zaloty Pokuśnika, innego mieszkańca lasu. Zaczyna również przychodzić do wsi, poznaje jego matkę, próbuje pomagać jej w pracach polowych. Jej wygląd i brak zdolności do pracy fizycznej sprawiają jednak, że kobieta znajduje dla syna inną żonę - wdowę Kyłynę. Łukasz nie jest w stanie przeciwstawić się wpływowi matki i stopniowo odsuwa od siebie Mawkę, która nie widzi dalszego sensu istnienia. Zgadza się oddać ducha "temu, co siedzi w skale" - leśnemu odpowiednikowi śmierci. Jej ojciec, Dziad Leśny, nie mogąc pogodzić się z jej losem, przywraca ją do życia, zamieniając Łukasza w wilkołaka, jednak Mawka na nowo przywraca mu postać człowieka. Nie jest w stanie po dawnemu żyć w lesie, lecz snuje się - pozbawiona dawnej urody - wokół chaty, w której Łukasz zamieszkał ze swoją żoną Kyłyną i jej dziećmi.  Któregoś dnia Kyłyna, skłócona z matką Łukasza i niezadowolona z męża, rzuca w jej stronę, by wiecznie stała i patrzyła na ich szczęście, co sprawia, że Mawka zamienia się w uschniętą wierzbę. Łukasz wycina z jej gałęzi fujarkę, która sama zaczyna grać znaną mu z młodości pieśń. Przerażona Kyłyna chce ściąć wierzbę; nagle cała chata staje w płomieniach - to Pokuśnik postanowił wyzwolić dawną ukochaną. W czasie, gdy kobiety ratują z pożaru dobytek, Łukasz nie jest w stanie się poruszyć. Po ich odejściu ponownie zaczyna grać. Pojawia się przed nim Mawka, w takiej postaci, jaką ujrzał ją po raz pierwszy. Młodzieniec wyciąga do niej ręce, czując dawną miłość. Na oboje spadają jasne kwiaty, które zamieniają się stopniowo w śnieg. W ostatniej scenie przysypany śniegiem Łukasz z fujarką w dłoniach siedzi w miejscu, gdzie pierwszy raz poznał ukochaną.

## Cechy utworu
Sama poetka określała Pieśń lasu jako "dramat-feerię". Florian Nieuważny wskazuje na pokrewieństwo dramatu ze znanymi Łesi Ukraince Snem nocy letniej Shakespeare'a oraz twórczością Adama Mickiewicza, w której również obecny był motyw istniejącego równolegle do świata ludzi świata fantastycznych stworzeń z podań ludowych. Sytuuje również utwór w nurcie modernizmu i neoromantyzmu.

## Publikacja
Dramat został opublikowany po raz pierwszy w 1912. W styczniu 1914 pojawiło się drugie wydanie, opracowane na podstawie poprawek autorki naniesionych na poprzednią edycję tekstu.
Jeszcze za życia poetki podjęta została próba wystawienia Pieśni lasu na scenie, jednak - mimo prowadzenia prób, z udziałem Łesi Ukrainki - ostatecznie do inscenizacji nie doszło. Po raz pierwszy dzieło zostało wystawione po śmierci twórczyni, w Teatrze Dramatycznym w Kijowie 22 listopada 1918.

## Adaptacje
W 2023 r. miała miejsce premiera ukraińskiego filmu animowanego Mavka i strażnicy lasu, inspirowanego Pieśnią lasu i mitologią słowiańską.